# Maria Isabel de Lizandra
Maria Isabel de Lizandra (São Paulo, 5 de junho de 1946 – São Paulo, 14 de março de 2019) foi uma atriz brasileira.

## Biografia
Maria Isabel de Lizandra atuou em telenovelas, séries e especiais de TV, filmes e peças de teatro nas décadas de 1960, 1970, 1980 e 1990.

## Carreira

### Décadas de 1960 e 1970
Estreou em 1964 na TV Tupi com a novela Se o Mar Contasse, de Ivani Ribeiro, dirigida por Geraldo Vietri, e no cinema em Vereda da Salvação, filme de Anselmo Duarte que provocou a crítica e o público em festivais de todo o mundo. A partir de 1966, na TV Excelsior, Maria Isabel de Lizandra torna-se um dos rostos mais habituais das novelas. Nesse ano, interpretou Maria Elisa em Anjo Marcado, de Ivani Ribeiro e Raquel em As Minas de Prata, uma superprodução para a época, adaptada por Ivani Ribeiro e dirigida por Walter Avancini. Em 1967, participou da primeira novela da TV Bandeirantes, uma adaptação de Walther Negrão para Os Miseráveis, vivendo a jovem Cosette, ao lado de Leonardo Villar e Geraldo Del Rey. Regressou posteriormente à TV Excelsior para viver Eulália Terra em outra superprodução, O Tempo e o Vento, uma adaptação de Teixeira Filho para a obra de Érico Veríssimo. No ano seguinte, ainda na TV Excelsior, Maria Isabel faz o papel de duas grandes personagens: Ruth em O Terceiro Pecado, primeira obra de Ivani Ribeiro a falar do sobrenatural, readaptada como O Sexo dos Anjos pela Rede Globo (na nova versão essa personagem foi da atriz Silvia Buarque), e a Rosália, uma das filhas de mãe Cândida, em A Muralha, a maior produção realizada no gênero pela TV Excelsior, também escrita por Ivani Ribeiro e readaptada em 2000 pela TV Globo com a atriz Regiane Alves interpretando a mesma personagem. Na versão da TV Excelsior, Maria Isabel de Lizandra fazia par romântico com Paulo Goulart. Em seguida viveu Glorinha adulta de A Menina do Veleiro Azul e Marília de Dirceu em Dez Vidas, ambas novelas escritas por Ivani Ribeiro e já no fim da TV Excelsior.
Em 1970 estreou na TV Tupi, interpretando Renée em As Bruxas e, em seguida, Cristina em Hospital. Em 1971, na TV Record, participou na telenovela Sol Amarelo, regressando à TV Tupi, onde faz duas telenovelas de sucesso: Na Idade do Lobo (como Belinha) e Camomila e Bem-Me-Quer (como Elisa). O grande sucesso junto ao público chega em 1973 com a rebelde Malu na telenovela da TV Tupi Mulheres de Areia de Ivani Ribeiro, um dos maiores sucessos da teledramaturgia brasileira. Sua parceria com o ator Antônio Fagundes que viveu Alaor, foi um dos grandes trunfos da novela e fez com que os dois, no ano seguinte, fossem protagonistas em O Machão, uma adaptação de Ivani Ribeiro para A Megera Domada de William Shakespeare e uma das novelas mais longas da TV (371 capítulos).
Nessa época, estreia também no cinema nacional e participa em duas comédias no estilo pornochanchada, As Mulheres Sempre Querem Mais do diretor Roberto Mauro e O Supermanso, de Ary Fernandes. Regressa às novelas em 1975 como Carolina na adaptação de O Alienista, que se chamou Vila do Arco e foi apresentada pela TV Tupi. Suas duas últimas aparições no cinema foram ainda na década de 1970, onde estrelou Belas e Corrompidas e fez um dos principais papéis de Ensaio Geral- A Noite das Fêmeas.
Ainda na TV Tupi ela faria o principal papel feminino, Lúcia, na novela Xeque-Mate, interpretando também Isabel adulta, filha de dona Lola, em Éramos Seis e em 1978, já nos momentos finais da TV Tupi, a novela Salário Mínimo, como Verinha e Alina. Em 1979 interpretou Carolina em Cara a Cara, de Vicente Sesso, a primeira novela da nova fase da Rede Bandeirantes, transferindo-se depois para a TV Cultura, onde faz vários teleteatros, minisséries, telerromances e apresenta alguns programas educativos.

### Décadas de 1980 e 1990
Estreou na Rede Globo em 1983 com a minissérie Moinhos de Vento, a que se seguiram a telenovela Champagne de Cassiano Gabus Mendes, a minissérie Tenda dos Milagres e a participação na série Caso Verdade. Em 1986 a atriz foi para a Rede Manchete onde participou de "Dona Beija". Sua personagem, dona Josefa, foi um dos destaques da trama ao ficar viúva e se apaixonar por um jovem pianista, muitos anos mais jovem, interpretado pelo ator Jayme Periard. Em 1988 regressa à Rede Globo, onde tem uma participação especial na telenovela Vale Tudo, como Marisa, a vizinha da personagem de Regina Duarte. Em 1989 faz uma participação especial na telenovela Tieta, como uma corretora de seguros e no mesmo ano vive dona Clara na telenovela Pacto de Sangue. Em 1991 retorna à Rede Manchete onde participa de alguns episódios de Fronteiras do Desconhecido e da minissérie Filhos do Sol.
Seus últimos trabalhos na TV foram na segunda metade da década de 1990, participando em episódios do programa Você Decide e na minissérie Labirinto (na Rede Globo) e na telenovela Por Amor e Ódio em 1997 na Rede Record. Maria Isabel de Lizandra foi também presença constante nos palcos brasileiros, estrelando e participando em dramas e comédias que foram sucesso de público e crítica. Entre os vários espetáculos em que participou, destacam-se: Quarto de Empregada, O Duelo, Felisberto do Café, Elas Complicam Tudo, Adiós Geralda e Freud, Além da Alma.

### Vida pessoal e morte
A atriz, cujo nome de batismo era Maria Isabel Reclusa Antunes Maciel, foi casada com o ator Ênio Gonçalves, tinha duas filhas e lecionou História do Teatro em universidades paulistas, dando ainda aulas de teatro e participando em leituras dramáticas. 
Morreu em 14 de março de 2019 no Hospital das Clínicas, em São Paulo, em decorrência de uma pneumonia, tendo sido sepultada no Cemitério da Consolação, também na capital paulista.

## Filmografia

### Televisão
| Ano  | Título                               | Personagem                    | Notas                                         | Emissora          |
| ---- | ------------------------------------ | ----------------------------- | --------------------------------------------- | ----------------- |
| 1964 | Se o Mar Contasse                    | Nanci                         |                                               | Rede Tupi         |
| 1965 | Somos Todos Irmãos                   | Verinha                       |                                               | RecordTV          |
| 1966 | Anjo Marcado                         | Maria Elisa                   |                                               | TV Excelsior      |
| 1966 | As Minas de Prata                    | Raquel                        |                                               | TV Excelsior      |
| 1967 | Os Miseráveis                        | Cosette                       |                                               | Rede Bandeirantes |
| 1967 | O Tempo e o Vento                    | Eulália Terra                 |                                               | TV Excelsior      |
| 1968 | O Terceiro Pecado                    | Ruth                          |                                               | TV Excelsior      |
| 1968 | A Muralha                            | Rosália                       |                                               | TV Excelsior      |
| 1968 | Os Tigres                            | —                             |                                               | TV Excelsior      |
| 1969 | A Menina do Veleiro Azul             | Glorinha                      |                                               | TV Excelsior      |
| 1969 | Dez Vidas                            | Marília                       |                                               | TV Excelsior      |
| 1970 | As Bruxas                            | Renée                         |                                               | Rede Tupi         |
| 1971 | Hospital                             | Cristina                      |                                               | Rede Tupi         |
| 1971 | Sol Amarelo                          | Paula Albuquerque             |                                               | RecordTV          |
| 1972 | Na Idade do Lobo                     | Belinha                       |                                               | Rede Tupi         |
| 1972 | Camomila e Bem-me-quer               | Elisa                         |                                               | Rede Tupi         |
| 1973 | Mulheres de Areia                    | Maria Lúcia Assunção ("Malu") |                                               | Rede Tupi         |
| 1974 | O Machão                             | Catarina Batista              |                                               | Rede Tupi         |
| 1975 | Vila do Arco                         | Carolina                      |                                               | Rede Tupi         |
| 1976 | Xeque-mate                           | Lúcia Lemos                   |                                               | Rede Tupi         |
| 1977 | Éramos Seis                          | Isabel                        |                                               | Rede Tupi         |
| 1978 | Salário Mínimo                       | Teca                          |                                               | Rede Tupi         |
| 1979 | Cara a Cara                          | Carolina                      |                                               | Rede Bandeirantes |
| 1981 | O Vento do Mar Aberto                | Marcela                       |                                               | TV Cultura        |
| 1981 | Partidas Dobradas                    | Sabrina                       |                                               | TV Cultura        |
| 1982 | Nem Rebeldes, Nem Fiéis              | Áurea                         |                                               | TV Cultura        |
| 1982 | O Tronco do Ipê                      | Baronesa da Espera            |                                               | TV Cultura        |
| 1982 | Caso Verdade                         | Maria Isabel                  | Episódio: "O menino dos milagres"             | Rede Globo        |
| 1983 | Moinhos de Vento                     | Amparo                        |                                               | Rede Globo        |
| 1983 | Champagne                            | Verônica                      |                                               | Rede Globo        |
| 1985 | Tenda dos Milagres                   | Amélia                        |                                               | Rede Globo        |
| 1985 | Ti Ti Ti                             | Madame Lacombe                |                                               | Rede Globo        |
| 1985 | Um Sonho a Mais                      | —                             | Participação Especial                         | Rede Globo        |
| 1986 | Dona Beija                           | Josefa                        |                                               | Rede Manchete     |
| 1988 | Vale Tudo                            | Marisa                        |                                               | Rede Globo        |
| 1989 | Tieta                                | Benta                         |                                               | Rede Globo        |
| 1989 | Pacto de Sangue                      | Dona Clara                    |                                               | Rede Globo        |
| 1990 | Fronteiras do Desconhecido           | Leonor                        | Episódio: "Frei Galvão, Francisco Brasileiro" | Rede Manchete     |
| 1991 | Filhos do Sol                        | Dona Jacinta                  |                                               | Rede Manchete     |
| 1994 | Incrível, Fantástico, Extraordinário | Olga                          | Episódio: "A Casa da Clareira"                | Rede Manchete     |
| 1996 | Você Decide                          | —                             | Episódio: " Justiça"                          | Rede Globo        |
| 1996 | Você Decide                          | —                             | Episódio: "Marcas do Passado"                 | Rede Globo        |
| 1997 | Você Decide                          | —                             | Episódio: "Divino Amor"                       | Rede Globo        |
| 1997 | Por Amor e Ódio                      | Margarida                     |                                               | RecordTV          |
| 1998 | Labirinto                            | Hermínia                      |                                               | Rede Globo        |
| 1998 | Mulher                               | Guiomar                       | Episódio: "Perdas e danos"                    | Rede Globo        |

### Cinema
| Ano  | Título                         | Personagem |
| ---- | ------------------------------ | ---------- |
| 1965 | Vereda da Salvação             | Ana        |
| 1974 | As Mulheres Sempre Querem Mais | Selma      |
| 1976 | A Noite das Fêmeas             | —          |
| 1977 | Belas e Corrompidas            | Isabel     |

## No teatro
Fonte: Itaú Cultural
- 1963 - Os Ossos do Barão
- 1964 - As Fúrias
- 1966/1967 - Oh, Que Delícia de Guerra!
- 1968 - Os Últimos
- 1970 - Jorginho, o Machão
- 1970 - Língua Presa
- 1970 - O Macaco da Vizinha
- 1970 - Olho Vivo
- 1972 - Os Inconfidentes
- 1974 - Liquidação Para Entrega das Chaves
- 1974 - Quarto de Empregada
- 1975 - O Duelo
- 1977 - Adiós, Geralda
- 1979 - Vejo um Vulto na Janela, Me Acudam que Sou Donzela
- 1983 - Perfume de Camélia
- 1984 - Freud - No Distante País da Alma
- 1985 - Mulher, Melhor Investimento
- 1988 - Tamen
- 1994 - Vestido de Noiva
- 1995 - Escrava Anastácia
- 1995 - Um Tesouro Encantado
- 1996 - A Bela Aborrecida